# Københavns Lufthavne
Københavns Lufthavne A/S (NASDAQ OMX: KBHL) er et dansk aktieselskab, hvis primære aktivteter er driften af Københavns Lufthavn og Roskilde Lufthavn, hvis officielle navne fortsat er Københavns Lufthavn, Kastrup og Københavns Lufthavn, Roskilde. I 2007 omsatte Københavns Lufthavne A/S for 3,114 mia. kr. Aktiekapitalen udgør 784,8 mio. kr. Selskabet beskæftiger 2.384 ansatte, svarende til under en tiendedel af det samlede antal ansatte i lufthavnene.

## Historie
Københavns Lufthavne blev grundlagt af staten i 1925 som Københavns Lufthavnsvæsen, der var navnet helt frem til september 1990. Navneskiftet skete som led i en delvis privatisering, der i første omgang betød, at selskabet blev omdannet til et aktieselskab, men blev endeligt effektueret i 1994, da staten solgte 25% af aktierne i virksomheden. I 1996 og 2000 solgte staten yderligere hhv. 24% og 17% af sine aktier. 

## Ejerforhold
Den største aktionær i selskabet er pr. 2021 Copenhagen Airports Denmark (CAD) ApS med 59,4% af aktierne. CAD ejes af den canadiske pensionskasse Ontario Teachers' Pension Plan og Arbejdsmarkedets Tillægspension. Den danske stat (Finansministeriet) ejer 39,2 procent. Danske private og institutionelle investorer ejer 1,3 procent, mens udenlandske private og institutionelle investorer ejer de sidste 0,1 procent.
Internationalt ejer Københavns Lufthavne A/S 49% af Newcastle International Airport og er desuden medejer af ITA, der ejer halvdelen af den mexicanske lufthavnsoperatør Aeropuertos del Sureste (en).
I 2024 besluttede Finansministeriet at tilbagekøbe det meste af selskabet, til en pris af 32 mia kr.

## Øverste ledelse
- 2024-: Adm. direktør Christian Poulsen
- 2011-23: Adm. direktør Thomas Woldbye (født 1964)
- 2007-10: Adm. direktør Brian Petersen (født 1961)
- 1991-2007: Adm. direktør Niels Boserup (1943-2021)
- 1989-91: Konstitueret direktør S.P. Thorning
- 1985-89 : Adm. direktør Knud Heinesen (1932-2025)
- 1971-85: Adm. direktør Poul Andersen (1921-91)
- 1965-71: Lufthavnschef Carl Weibøl (1911-2001)
- 1925-65: Havnechef Leo Sørensen (ca. 1898-1972)